# Cyclea
Cyclea Arn. ex Wight – rodzaj roślin z rodziny miesięcznikowatych (Menispermaceae). Obejmuje co najmniej 36 gatunków występujących naturalnie w Indiach, Chinach oraz Azji Południowo-Wschodniej.

## Systematyka
Pozycja systematyczna według APweb (aktualizowany system APG III z 2009)
Rodzaj z rodziny miesięcznikowatych (Menispermaceae).
Wykaz gatunków
| - Cyclea acuminatissima Merr. - Cyclea aphylla Gagnep. - Cyclea apoensis Yamam. - Cyclea atjehensis Forman - Cyclea barbata Miers - Cyclea bicristata (Griff.) Diels - Cyclea caudata Merr. - Cyclea cauliflora Merr. - Cyclea ciliata Craib - Cyclea debiliflora Miers - Cyclea densiflora (Yamam.) Y.C.Tang & H.S.Lo - Cyclea elegans King - Cyclea fansipanensis Gagnep. - Cyclea fissicalyx Dunn - Cyclea gracillima Diels - Cyclea hainanensis Merr. - Cyclea hypoglauca (Schauer) Diels - Cyclea insularis (Makino) Hatus. | - Cyclea kinabaluensis Forman - Cyclea laxiflora Miers - Cyclea longgangensis J.Y.Luo - Cyclea meeboldii Diels - Cyclea merrillii Diels - Cyclea migoana Yamam. - Cyclea peltata (Lam.) Hook.f. & Thomson - Cyclea pendulina Miers - Cyclea peregrina Miers - Cyclea polypetala Dunn - Cyclea racemosa Oliv. - Cyclea robusta Becc. - Cyclea scyphigera Suess. & Heine - Cyclea sutchuenensis Gagnep. - Cyclea tonkinensis Gagnep. - Cyclea varians Craib - Cyclea wallichii Diels - Cyclea wattii Diels |